# Rahim Ememi
Rahim Ememi (17 de maig de 1982) és un ciclista iranià. S'ha proclamat dos cops campió nacional en ruta, el 2009 i 2014.
El 10 de febrer de 2017 la Unió Ciclista Internacional va anunciar que havia donat positiu per a un esteroide androgènic anabòlic durant el Jelajah Malàisia del 2016 i va ser suspès provisionalment. Finalment va rebre una sanció de set anys i sis mesos, que expirava el 24 de maig de 2024.

## Palmarès
- 2009
  -  Campió de l'Iran en ruta
- 2011
  - 1r al Tour de les Filipines i vencedor de 2 etapes
- 2013
  - 1r al Tour de Fuzhou i vencedor d'una etapa
  - Vencedor d'una etapa al Tour de l'Ijen
- 2014
  -  Campió de l'Iran en ruta
  - Vencedor d'una etapa a la Volta al Singkarak
  - Vencedor d'una etapa al Tour de l'Iran
- 2015
  - 1r al Tour de Fuzhou
  - Vencedor d'una etapa a la Volta al Japó
- 2016
  - 1r al Tour de Fuzhou i vencedor de 2 etapes
  - Vencedor d'una etapa a la Volta al Singkarak
  - Vencedor d'una etapa a la Jelajah Malaysia